# Earl of Stirling

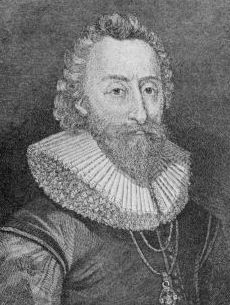
William Alexander, 1. Earl of Stirling

Earl of Stirling war ein erblicher britischer Adelstitel in der Peerage of Scotland.

## Verleihungen
Der Titel wurde am 14. Juni 1633 für William Alexander, 1. Viscount of Stirling, geschaffen. Zusammen mit der Earlswürde wurden ihm die nachgeordneten Titel Viscount of Canada und Lord Alexander of Tullibody verliehen. Am 12. Juli 1625 war ihm bereits der Titel Baronet, of Menstrie in the County of Clackmannan, sowie am 4. September 1630 die Titel Viscount of Stirling und Lord Alexander of Tullibody verliehen worden. Alle diese Titel gehörten zur Peerage of Scotland bzw. Baronetage of Nova Scotia. Der Titel ruht seit dem Tod des 5. Earls am 4. Dezember 1739. Seither ist es keinem Nachkommen der Earls gelungen, seinen Titelanspruch wirksam zu belegen.

## Liste der Earls of Stirling (1633)
- William Alexander, 1. Earl of Stirling (1576–1640)
- William Alexander, 2. Earl of Stirling († 1640)
- Henry Alexander, 3. Earl of Stirling († 1644)
- Henry Alexander, 4. Earl of Stirling († 1691)
- Henry Alexander, 5. Earl of Stirling (1664–1739)